# آگاهی
آگاهی (به انگلیسی: Awareness) توانایی دانا شدن و درک کردن (برای احساس کردن) یا کسب معرفت از رویدادها است. آگاهی به‌طور گسترده‌تر، حالت هشیار بودن کسی یا چیزی است. در فلسفهٔ ذهن، آگاهی با هوشیاری برابر نیست بلکه هر یک تعریف جداگانه‌ای دارد. برای نمونه، دیوید چالمرز تفاوت میان آگاهی و هوشیاری را این‌گونه بیان می‌کند:
آگاهی، قرین روانشناختی هشیاری است.

## مفهوم
آگاهی، مفهومی نسبی است. می‌تواند بر حالتی درونی متمرکز شود، مثلاً حسی احشایی؛ یا از راه ادراک سوهشی بر رویدادهای خارجی متمرکز شود.
هر کس روزانه تجربه‌های آگاهانهٔ فراوانی دارد؛ برای نمونه آگاهی از گل قرمزی که در باغچهٔ حیاط است؛ یا صدای هواپیمایی که در آسمان در حال پرواز است؛ یا مزهٔ شکلاتی که روی زبان فرد است. نمونهٔ نخست از سنخ تجربهٔ آگاهانهٔ دیداری، دومی شنیداری و سومی چشایی است. هر یک از این تجربه‌های آگاهانه «خصیصهٔ پدیداری» (phenomenal character) دارند، به این معنی که کیفیت (quality) خاصی برای تجربهٔ آن‌ها وجود دارد.

## خودآگاهی
پنداشت‌های عمومی دربارهٔ هشیاری این را به فکر خطور می‌دهند که این پدیده، وضعیت آگاه بودن شخص از خودش (خودآگاهی یا Self-awareness) را توصیف می‌کند. تلاش‌ها در جهت توضیح هشیاری با عبارات و اصطلاحات عصب‌شناسی ، بر وصف شبکه‌های موجود در مغز که آگاهی را از کیفیات ذهنی توسعه یافته توسط دیگر شبکه‌ها توسعه می‌دهند، متمرکز شده‌است.

## علوم اعصاب

### آگاهی ابتدایی
آگاهی ابتدایی از دنیای درونی و برونی یک شخص به ساقه مغز منوط است. بیورن مرکر، عصب‌شناس مستقلی در استکهلم سوئد، استدلال می‌کند که ساقهٔ مغز، شکلی مقدماتی از فکر هشیارانه را در کودکان مبتلا به هیدراننسفالی تأمین می‌کند. اشکال «عالی‌تر» آگاهی، از جمله خودآگاهی نیازمند مشارکت قشری هستند، اما «هشیاری اولیه» یا «آگاهی ابتدایی» به عنوان قابلیتِ یکپارچه کردن حس‌های دریافتی از محیط با احساسات و اهداف فطری به منظور هدایت رفتار، از ساقه مغزی که بشر با بیش‌تر مهره‌داران به اشتراک دارد، سرچشمه می‌گیرد.

## دیدگاه سیستم‌های زنده
خارج از علوم اعصاب، دو زیست‌شناس Humberto Maturana و Francisco Varela، تئوری خود را با نام «تئوری شناخت سانتیاگو» ارائه کردند که در آن می‌نویسند:
سیستم‌های زنده سیستم‌های شناختی هستند، و زندگی به عنوان یک پروسه، پروسه‌ای از شناخت می‌باشد. این بیان برای همه ارگانیسم‌ها معتبر است، چه دارای سیستم عصبی و چه فاقد سیستم عصبی.
این تئوری، این پرسپکتیو را ارائه می‌کند که شناخت پروسه‌ای است که در سطوح ارگانیکی حضور دارد که معمولاً آگاه در نظر گرفته نمی‌شوند. با توجه به رابطه ممکن میان آگاهی و شناخت، و هشیاری، این تئوری چشم‌اندازی جالبی را در گفتمان‌های فلسفی و علمی دربارهٔ آگاهی و تئوری سیستم‌های زنده اهدا می‌کند.

## مسئله تبیینی آگاهی
مسائل مختلفی دربارهٔ آگاهی وجود دارد:
(الف) مسئلهٔ توصیفی که به مفهوم آگاهی مربوط است (ب) مسئلهٔ کارکردی یعنی اینکه چرا آگاهی وجود دارد و چه نقشی در سایر حالات ذهنی یا رفتارهای ما ایفا می‌کند، (ج) مسئلهٔ تبیینی آگاهی: آگاهی چه جایگاهی در طبیعت دارد؟ آیا آگاهی یک ویژگی بنیادین است که مستقل از هر چیز دیگر و در عرض سایر امور طبیعی وجود دارد یا وابسته به سایر امور ناآگاه (فیزیکی، زیستی، عصبی یا محاسباتی) است؟ در صورت دوم، یک امر ناآگاه چگونه می‌تواند آگاهی را به وجود آورد؟ گزینهٔ اول دوگانه‌انگاری است که بیشتر فیلسوفان از آن اجتناب می‌کنند، هرچند تقریر حداقلی آن (یعنی دوگانگی ویژگی‌ها نه دوگانه انگاری جوهری) در حال حاضر طرفدارانی دارد.

### مسئله‌های آسان و دشوار
دیوید چالمرز برای نخستین بار میان مسئلهٔ آگاهی را به دو مسئلهٔ دشوار و مسئلهٔ آسان تفکیک کرد. او در مقالهٔ «رویارویی با مسئلهٔ آگاهی» (Chalmers) درصدد است تا دشوارترین بخش از مسئلهٔ آگاهی را بیابد؛ برخی از مسائل آگاهی یا با پیشرفت‌های اخیر علمی حل شده‌اند یا دست‌کم در مقام نظر مانعی برای حل‌شان وجود ندارد. معیار کلی برای تشخیص مسائل آسان و دشوار این است: مسائل آسان مسائلی هستند که به راحتی با روش‌های رایج علوم شناختی (مانند تبیین محاسباتی یا عصب‌شناسی) قابل حل‌اند، اما مسئلهٔ دشوار مسئله‌ای است که ظاهراً در برابر این روش‌های مرسوم مقاومت می‌کند. چالمرز پدیده‌های زیر را در زمرهٔ مسائل آسان آگاهی به حساب می‌آورد:
1. توانایی تشخیص، طبقه‌بندی و واکنش به محرک‌های محیطی
2. دسترسی یک دستگاه شناختی به اطلاعات
3. گزارش‌پذیری حالات ذهنی
4. توانایی یک دستگاه برای دسترسی به حالات درونی خودش
5. متمرکز کردن توجه
6. کنترل هشیارانهٔ رفتار
7. تفاوت میان خواب و بیداری

همهٔ این پدیده‌ها با مفهوم آگاهی مرتبط‌اند؛ گاهی یک حالت ذهنی را به این خاطر آگاه می‌نامیم که دسترسی درونی به آن ممکن است یا می‌توانیم از آن گزارش دهیم. گاهی به این دلیل که یک دستگاه می‌تواند بر اطلاعات دریافتی از محیط واکنشی از خود نشان دهد یا به آن اطلاعات توجه کند یا از آن اطلاعات برای کنترل رفتار استفاده کند، آن دستگاه را آگاه می‌دانیم و گاهی یک موجود را در حال بیداری آگاه می‌نامیم. پس آگاهی با همهٔ این مفاهیم مرتبط است.
با وجود این، دربارهٔ تبیین علمی این پدیده‌ها مشکلی وجود ندارد؛ همهٔ آن‌ها را می‌توان به صورت محاسباتی یا عصب‌شناسی تبیین کرد؛ برای مثال، برای تبیین گزارش‌پذیری حالات ذهنی همین اندازه کافی است که سازوکار دریافت اطلاعات مربوط به حالات درونی و عرضهٔ آن برای گزارش زبانی را مشخص کنیم یا برای تبیین خواب و بیداری، تبیین عصب ـ فیزیولوژیک از فرایندی که منشأ رفتارهای متقابل اندام‌واره در این دو حالت است، کفایت می‌کند.
اگر آگاهی فقط همین پدیده‌ها بود، هیچ مشکلی در تبیین آن نداشتیم؛ درست است که در حال حاضر تبیین کاملی از این پدیده‌ها نداریم و شاید تبیین تفصیلی برخی از آن‌ها یکی دو قرن طول بکشد، اما می‌دانیم که چگونه باید آن‌ها را تبیین کنیم. به همین خاطر این مسائل را «مسائل آسان» می‌نامیم.
چالمرز مسئلهٔ دشوار آگاهی را مسئلهٔ «تجربه» می‌نامد. به نظر او، وقتی فکر یا ادراک می‌کنیم، اطلاعاتی در ما پردازش می‌شوند، اما فکر یا ادراک به همین مقدار محدود نیست، بلکه علاوه بر آن، از یک جنبهٔ سابجکتیو هم برخوردار است؛ به تعبیر نیگل (Nagel) کیفیت خاصی برای آگاه بودن وجود دارد. این جنبهٔ سابجکتیو یا کیفی همان تجربه‌است؛ همان چیزی که احساس می‌شود مانند رنگی که از شیء در تجربهٔ بصری احساس می‌کنیم، بویی که از شیء در تجربهٔ بویایی احساس می‌کنیم و همین‌طور. این احساسات بسیار متفاوت‌اند؛ برخی از آن‌ها کاملاً ذهنی‌اند مانند صورت‌های خیالی و برخی بدنی‌اند مانند درد و لذت‌های جسمانی. جهت اشتراک همهٔ این حالات این است که قرار داشتن در هر یک از این حالات، کیفیت یا احساس خاصی به همراه دارد.
مسئلهٔ دشوار آگاهی این است: اگر تجربه پایه‌های فیزیکی داشته باشد، چگونه و چرا از این امور فیزیکی که به کلی ناآگاهانه‌اند به وجود می‌آید؟ چرا فرایندهای فیزیکی موجب پیدایش یک حیات درونی کاملاً پیچیده و غنی می‌شوند؟ ارتباط مفهومی میان فرایندهای عصبی و آگاهی پدیداری چیست؟ این همان مسئله‌ای است که در متون فلسفهٔ ذهن «شکاف تبیینی» نامیده می‌شود که در این جملهٔ معروف هاکسلی به آن اشاره شده‌است: «چگونگی ظهور چیز چشمگیری مثل حالت آگاهی در نتیجهٔ انگیزش بافت‌های عصبی درست به اندازهٔ ظهور غول از مالش چراغ علاءالدین تبیین‌ناپذیر است» (Huxley).

### شکاف تبیینی
مشکل شکاف تبیینی یا مسئلهٔ دشوار آگاهی از طریق چند استدلال بیان شده‌است که در ذیل به برخی از آن‌ها اشاره می‌کنیم.
1. استدلال معرفت: در این استدلال، ابتدا فرض می‌کنیم که شخصی به نام ماری در اتاقی سیاه و سفید محبوس است و از طریق تلویزیون و کتاب‌های سیاه و سفید همهٔ معلومات فیزیکی و فیزیولوژیک را دربارهٔ ادراک رنگ‌ها می‌آموزد. او می‌داند که هنگام تجربهٔ رنگ قرمز چه رویدادهای فیزیکی‌ای رخ می‌دهند امّا خودش هنوز تجربه‌ای از رنگ قرمز ندارد. حال فرض کنیم که او از آن اتاق آزاد می‌شود و برای نخستین بار رنگ قرمز را تجربه می‌کند. آیا ماری پس از این تجربه «معرفت جدیدی» را به دست می‌آورد؟ پاسخ ما به این پرسش مثبت است. حال از یک طرف فرض بر این است که ماری به همهٔ امور فیزیکی مربوط به ادراک رنگ‌ها معرفت دارد و از سوی دیگر، به کیفیت ذهنیِ قرمز (تجربهٔ کیفی رنگ قرمز) معرفت ندارد و از آنجا که متعلّق معرفت و عدم معرفت نمی‌توانند یکی باشند، نتیجه می‌گیریم که «کیفیت ذهنی» از جمله «امور فیزیکی» نیست (Jackson 1986: 291-5). بر اساس این استدلال، تبیین فیزیکیِ کیفیات ذهنی ممکن نیست.
2. استدلال کریپکی (Kripke 1972: Lecture III, 106 ff): در موارد متعارف «تحویل»، ابتدا احساس پدیداری خود را از مبدأ تحویل کنار می‌گذاریم تا تحویل آن به امر بنیادی‌تر ممکن شود (فرض این است که مقصد تحویل امر بنیادینی است که همهٔ ویژگی‌های ظاهری و سطح کلان مبدأ تحویل را به‌طور مستوفا تبیین می‌کند)؛ برای مثال، اگر بخواهیم «گرما» را به «میانگین انرژی جنبشی مولکولی» تحویل ببریم، گرما را بر اساس احساسی که در ما ایجاد می‌کند تصور نمی‌کنیم بلکه آن را «عینی‌سازی» می‌کنیم سپس با توجه به اینکه همهٔ ویژگی‌های ظاهریِ آن به وسیلهٔ «میانگین انرژی جنبشی مولکولی» قابل تبیین است، آن را تحویل می‌بریم. اما انجام چنین کاری در مورد حالات پدیداری قابل تصور نیست زیرا اگر قرار باشد احساس پدیداری خود را از حالات پدیداری کنار بگذاریم تا تحویل آن‌ها به حالات عصبی امکان پیدا کند، حالت پدیداری‌ای باقی نمی‌ماند که تحویل برود؛ به عبارت دیگر، عینی‌سازیِ حالات پدیداری مستلزم تناقض است. تصور امر واحدی که هم عینی است هم سابجکتیو ممکن نیست. در مورد «گرما» می‌توان تصور کرد که امر واحدی وجود عینی منحازی داشته باشد و در عین حال، در ما هم احساس پدیداری خاصی را ایجاد کند اما در مورد حالات ذهنی، بحث بر سر همان احساس پدیداری است؛ اگر هم حالات ذهنی را عینی‌سازی کنیم و آن‌ها را با حالات عصبی یکی بگیریم و بگوییم که در ما هم احساس پدیداری خاصی را ایجاد می‌کنند، به همان احساس پدیداری نقل کلام می‌کنیم و همین‌طور تا تسلسل لازم آید.
3. استدلال تصورپذیری: این استدلال بر تصورپذیری و امکان منطقی زامبی‌ها مبتنی است. زامبی موجود مفروضی است که همه حالات فیزیکی (از جمله رفتارهای گفتاری و غیرگفتاری) ما را دارد اما فاقد آگاهی است؛ تصورپذیری چنین موجودی به معنای نفی فیزیکالیسم است زیرا فیزیکالیسم رابطه حالات فیزیکی و حالات ذهنی را رابطه‌ای ضروری می‌داند نه یک رابطهٔ امکانی (Chalmers 2002: 145-200).

## نظریات آگاهی
دربارهٔ آگاهی نظریات مختلفی بیان شده‌است: بازنمودگرایی یا نظریات بازنمودی مرتبه اول، نظریات مرتبه بالاتر درباره آگاهی والگوی پیش‌نویس‌های چندگانهٔ آگاهی از دنیل دنت.